# Oswaldella obscura
Oswaldella obscura är en nässeldjursart som beskrevs av Peña-Cantero, Svoboda och Vervoort 1997. Oswaldella obscura ingår i släktet Oswaldella och familjen Kirchenpaueriidae.
Artens utbredningsområde är Södra Ishavet. Inga underarter finns listade i Catalogue of Life.